# 사슴무늬닭새우
사슴무늬닭새우는 닭새우과의 절지동물이다.

## 특징
사슴무늬닭새우의 최대 몸길이는 약 30cm까지 자라지만, 보다 일반적인 성체 크기는 22~25cm이고 갑각 길이는 최대 10cm이다. 몸빛깔은 어두운 갈색 또는 청갈색이며, 복부에는 원형의 흰색 반점이 많고 다른 부위에는 반점이 적다. 다리에는 옅은 세로 줄무늬가 있으며, 때로는 말단 근처에 흰색 반점이 1개가 있다.